# Christian d’Oriola
Christian Marie Auguste d’Oriola (Perpignan, 1928. október 3. – Nîmes, 2007. október 29.) olimpiai és világbajnok francia tőrvívó. Felesége Kate Bernheim világbajnoki ezüstérmes tőrvívónő, unokatestvére Pierre Jonquères d’Oriola olimpiai és világbajnok díjugrató sportlovas.